# Gretica
Gretica je žensko osebno ime.

## Izvor imena
Ime Gretica je različica ženskega imena Marjeta.

## Pogostost imena
Po podatkih Statističnega urada Republike Slovenije je bilo na dan 31. decembra 2007 v Sloveniji število ženskih oseb z imenom Greta: 26.